# Bipok
Bipok ou Bipock est un village de la Région du Littoral du Cameroun, situé dans la commune de Ndom. 

## Population et développement
En 1967, la population de Bipok était de 52 habitants, essentiellement des Babimbi du peuple Bassa. La population de Bipok était de 66 habitants dont 34 hommes et 32 femmes, lors du recensement de 2005.  